# Dynamine maeon
Dynamine maeon är en fjärilsart som beskrevs av Doubleday 1849. Dynamine maeon ingår i släktet Dynamine och familjen praktfjärilar. Inga underarter finns listade i Catalogue of Life.